# Doyle Vaca
Juan Doyle Vaca Mendoza (Santa Cruz de la Sierra, 8 de octubre de 1979) es un exfutbolista boliviano. Jugaba como defensa y su último equipo fue Guabirá.

## Clubes
| Club                    | País    | Año         |
| ----------------------- | ------- | ----------- |
| The Strongest           | Bolivia | 1998        |
| Independiente Petrolero | Bolivia | 1999        |
| The Strongest           | Bolivia | 2000 - 2002 |
| San José                | Bolivia | 2003        |
| The Strongest           | Bolivia | 2004-2005   |
| Oriente Petrolero       | Bolivia | 2006        |
| Bolívar                 | Bolivia | 2007        |
| The Strongest           | Bolivia | 2008 - 2009 |
| Real Mamoré             | Bolivia | 2009 - 2010 |
| Guabirá                 | Bolivia | 2011 - 2012 |